# 烟豆
烟豆（学名：Glycine tabacina）为豆科大豆属下的一个种。

## 扩展阅读
- 維基物種上的相關：烟豆